# Thank U, Next
Thank U, Next là album phòng thu thứ năm của ca sĩ người Mỹ Ariana Grande, phát hành ngày 8 tháng 2 năm 2019 bởi Republic Records, chỉ sáu tháng kể từ album phòng thu trước Sweetener (2018). Được hình thành giữa những biến động trong cuộc sống cá nhân của Grande, bao gồm cái chết của bạn trai cũ Mac Miller và việc hủy đính ước với Pete Davidson, album được mô tả là bản thu âm cá nhân nhất của Grande vào thời điểm đó, với nội dung lời bài hát phản ánh những sai lầm cá nhân, nỗi đau và sự chối bỏ, cũng như sự độc lập và tự cường. Grande bắt đầu thực hiện album vào tháng 10 năm 2018 với sự tham gia của nhiều nhà viết lời và sản xuất như Tommy Brown, Max Martin, Ilya Salmanzadeh và Pop Wansel để tạo nên một đĩa hát mang phong cách âm nhạc của pop, R&B và trap. Với Thank U, Next, Grande tách mình khỏi chiến lược quảng bá truyền thống mà cô thường áp dụng cho những album trước của mình.
Thank U, Next nhận được nhiều phản ứng tích cực từ giới phê bình, trong đó họ đánh giá cao tính thống nhất, quá trình sản xuất và sự tổn thương của Grande thể hiện trong bản thu âm. Được một số ấn phẩm đặt danh hiệu là album hay nhất năm 2019, album còn được đưa vào danh sách cuối năm và cuối thập niên của nhiều ấn phẩm và tổ chức âm nhạc. Thank U, Next đứng đầu các bảng xếp hạng ở Argentina, Úc, Áo, Canada, Đan Mạch, Ireland, Mexico, New Zealand, Na Uy, Thụy Điển và Vương quốc Anh, cũng như lọt vào top 10 ở hầu hết những quốc gia còn lại. Album trở thành đĩa hát quán quân thứ tư của Grande khi ra mắt ở vị trí số một trên bảng xếp hạng Billboard 200, đồng thời phá vỡ một số kỷ lục lúc bấy giờ về lượng phát trực tuyến trong một tuần cho một album nhạc pop và của nghệ sĩ nữ tại đây. Trên toàn cầu, đây là album bán chạy thứ tám của năm 2019 và là album bán chạy thứ tư của một nữ nghệ sĩ.
Hai đĩa đơn đầu tiên của Thank U, Next, gồm bài hát chủ đề và "7 Rings", đều ra mắt ở hạng nhất trên bảng xếp hạng Billboard Hot 100, trở thành hai bản nhạc quán quân đầu tiên của Grande. "Break Up with Your Girlfriend, I'm Bored" trở thành đĩa đơn thứ ba trong ngày phát hành album, và vươn đến vị trí thứ hai tại Hoa Kỳ. Tất cả 12 bài hát của album đều lọt vào Hot 100, trong đó ba đĩa đơn chiếm giữ ba vị trí đầu bảng, giúp Grande trở thành nghệ sĩ hát đơn đầu tiên trong lịch sử đạt được thành tích này. Để quảng bá cho cả Sweetener và Thank U, Next, Grande thực hiện chuyến lưu diễn Sweetener World Tour, thu về hơn 146 triệu đô la từ 97 buổi diễn. Kể từ khi phát hành, Thank U, Next đã gặt hái nhiều giải thưởng và đề cử tại những lễ trao giải lớn, bao gồm hai đề cử giải Grammy cho Album của năm và Album giọng pop xuất sắc nhất tại lễ trao giải thường niên lần thứ 62. 

## Danh sách bài hát
| Thank U, Next – Bản tiêu chuẩn | Thank U, Next – Bản tiêu chuẩn             | Thank U, Next – Bản tiêu chuẩn                                                                                     | Thank U, Next – Bản tiêu chuẩn      | Thank U, Next – Bản tiêu chuẩn |
| STT                            | Nhan đề                                    | Sáng tác | Sản xuất                            | Thời lượng                     |
| ------------------------------ | ------------------------------------------ | --- | ----------------------------------- | ------------------------------ |
| 1.                             | "Imagine"                                  | Ariana Grande Andrew Wansel Nathan Perez Priscilla Renea Jameel Roberts                                            | Pop Wansel Happy Perez              | 3:32                           |
| 2.                             | "Needy"                                    | Grande Victoria Monét Tayla Parx Tommy Brown                                                                       | Brown                               | 2:51                           |
| 3.                             | "NASA"                                     | Grande Monét Parx Brown Charles Anderson                                                                           | Brown Anderson                      | 3:02                           |
| 4.                             | "Bloodline"                                | Grande Max Martin Ilya Salmanzadeh Savan Kotecha                                                                   | Martin Ilya                         | 3:36                           |
| 5.                             | "Fake Smile"                               | Grande Wansel Perez Renea Kennedi Lykken Justin Tranter Joseph W. Frierson Mary Lou Frierson                       | Pop Wansel Happy Perez              | 3:28                           |
| 6.                             | "Bad Idea"                                 | Grande Martin Salmanzadeh Kotecha                                                                                  | Martin Ilya                         | 4:27                           |
| 7.                             | "Make Up"                                  | Grande Monét Parx Brown Brian Baptiste                                                                             | Brown Baptiste                      | 2:20                           |
| 8.                             | "Ghostin"                                  | Grande Monét Parx Martin Salmanzadeh Kotecha                                                                       | Martin Ilya                         | 4:31                           |
| 9.                             | "In My Head"                               | Grande Wansel Perez Brittany "Chi" Coney Denisia Andrews Lindel Deon Nelson, Jr. Roberts                           | Pop Wansel Happy Perez Nova Wav [a] | 3:42                           |
| 10.                            | "7 Rings"                                  | Grande Monét Parx Brown Anderson Michael Foster Njomza Vitia Kimberly Krysiuk Richard Rodgers Oscar Hammerstein II | Brown Anderson Foster               | 2:58                           |
| 11.                            | "Thank U, Next"                            | Grande Monét Parx Brown Anderson Foster Vitia Krysiuk                                                              | Brown Anderson Foster               | 3:27                           |
| 12.                            | "Break Up with Your Girlfriend, I'm Bored" | Grande Martin Salmanzadeh Kotecha Kandi Burruss Kevin Briggs                                                       | Martin Ilya                         | 3:10                           |
| Tổng thời lượng:               | Tổng thời lượng:                           | Tổng thời lượng:                                                                                                   | Tổng thời lượng:                    | 41:11                          |

| Thank U, Next – Bản tại Nhật | Thank U, Next – Bản tại Nhật               | Thank U, Next – Bản tại Nhật                                                              | Thank U, Next – Bản tại Nhật | Thank U, Next – Bản tại Nhật |
| STT                          | Nhan đề                                    | Sáng tác                                                                                  | Sản xuất                     | Thời lượng                   |
| ---------------------------- | ------------------------------------------ | ----------------------------------------------------------------------------------------- | ---------------------------- | ---------------------------- |
| 13.                          | "7 Rings" (phối lại; hợp tác với 2 Chainz) | Grande Monét Foster Anderson Parx Vitia Krysiuk Brown Rodgers Hammerstein II Tauheed Epps | Brown Anderson Foster        | 2:58                         |
| 14.                          | "Monopoly" (với Victoria Monét)            | Grande Monét Foster Anderson Tim Suby                                                     | Suby Social House [a]        | 2:38                         |
| Tổng thời lượng:             | Tổng thời lượng:                           | Tổng thời lượng:                                                                          | Tổng thời lượng:             | 46:47                        |

| Thank U, Next – Bản cao cấp tại Nhật (DVD tặng kèm) | Thank U, Next – Bản cao cấp tại Nhật (DVD tặng kèm)        | Thank U, Next – Bản cao cấp tại Nhật (DVD tặng kèm) | Thank U, Next – Bản cao cấp tại Nhật (DVD tặng kèm) |
| STT                                                 | Nhan đề                                                    | Đạo diễn                                            | Thời lượng                                          |
| --------------------------------------------------- | ---------------------------------------------------------- | --------------------------------------------------- | --------------------------------------------------- |
| 1.                                                  | "Thank U, Next" (video ca nhạc)                            | Hannah Lux Davis                                    | 5:30                                                |
| 2.                                                  | "7 Rings" (video ca nhạc)                                  | Lux Davis                                           | 3:04                                                |
| 3.                                                  | "Break Up with Your Girlfriend, I'm Bored" (video ca nhạc) | Lux Davis                                           | 3:24                                                |
| Tổng thời lượng:                                    | Tổng thời lượng:                                           | Tổng thời lượng:                                    | 11:58                                               |

## Xếp hạng
| Bảng xếp hạng (2019)                     | Vị trí cao nhất |
| ---------------------------------------- | --------------- |
| Album Argentina (CAPIF)                  | 1               |
| Album Úc (ARIA)                          | 1               |
| Album Áo (Ö3 Austria)                    | 1               |
| Album Bỉ (Ultratop Vlaanderen)           | 1               |
| Album Bỉ (Ultratop Wallonie)             | 3               |
| Album Canada (Billboard)                 | 1               |
| Album Croatia (HDU)                      | 3               |
| Album Cộng hòa Séc (ČNS IFPI)            | 1               |
| Album Đan Mạch (Hitlisten)               | 1               |
| Album Estonia (Eesti Tipp-40)            | 1               |
| Album Hà Lan (Album Top 100)             | 2               |
| Album Phần Lan (Suomen virallinen lista) | 2               |
| Album Pháp (SNEP)                        | 3               |
| Album Đức (Offizielle Top 100)           | 3               |
| Album Hy Lạp (IFPI)                      | 6               |
| Album Hungaria (MAHASZ)                  | 11              |
| Album Iceland (Tónlist)                  | 2               |
| Album Ireland (IRMA)                     | 1               |
| Album Ý (FIMI)                           | 2               |
| Album Nhật Bản (Billboard Japan)         | 10              |
| Album Nhật Bản (Oricon)                  | 12              |
| Album Latvia (LAIPA)                     | 1               |
| Album Lithuania (AGATA)                  | 1               |
| Album Mexico (AMPROFON)                  | 1               |
| Album New Zealand (RMNZ)                 | 1               |
| Album Na Uy (VG-lista)                   | 1               |
| Album Ba Lan (ZPAV)                      | 3               |
| Album Bồ Đào Nha (AFP)                   | 2               |
| Album Scotland (OCC)                     | 1               |
| Album Slovakia (ČNS IFPI)                | 2               |
| Album Hàn Quốc (Gaon)                    | 30              |
| Album Tây Ban Nha (PROMUSICAE)           | 3               |
| Album Thụy Điển (Sverigetopplistan)      | 1               |
| Album Thụy Sĩ (Schweizer Hitparade)      | 2               |
| Album Anh Quốc (OCC)                     | 1               |
| Album Hoa Kỳ Billboard 200               | 1               |

| Bảng xếp hạng (2019)            | Vị trí |
| ------------------------------- | ------ |
| Album Cộng hòa Séc (ČNS IFPI)   | 2      |
| Album Nhật Bản Quốc tế (Oricon) | 5      |
| Album Slovakia (ČNS IFPI)       | 2      |
| Album Hàn Quốc (Gaon)           | 83     |

| Bảng xếp hạng (2019)                | Vị trí |
| ----------------------------------- | ------ |
| Album Úc (ARIA)                     | 7      |
| Album Áo (Ö3 Austria)               | 40     |
| Album Bỉ (Ultratop Flanders)        | 11     |
| Album Bỉ (Ultratop Wallonia)        | 46     |
| Album Canada (Billboard)            | 3      |
| Album Đan Mạch (Hitlisten)          | 13     |
| Album Hà Lan (Album Top 100)        | 11     |
| Album Pháp (SNEP)                   | 59     |
| Album Đức (Offizielle Top 100)      | 80     |
| Album Iceland (Plötutíðindi)        | 8      |
| Album Ireland (IRMA)                | 6      |
| Album Ý (FIMI)                      | 59     |
| Album Latvia (LAIPA)                | 3      |
| Album Mexico (AMPROFON)             | 5      |
| Album New Zealand (RMNZ)            | 3      |
| Album Na Uy (VG-lista)              | 6      |
| Album Ba Lan (ZPAV)                 | 60     |
| Album Tây Ban Nha (PROMUSICAE)      | 44     |
| Album Thụy Điển (Sverigetopplistan) | 10     |
| Album Thụy Sĩ (Schweizer Hitparade) | 43     |
| Album Anh Quốc (OCC)                | 7      |
| Hoa Kỳ Billboard 200                | 2      |
| Toàn cầu (IFPI)                     | 8      |

| Bảng xếp hạng (2020)         | Vị trí |
| ---------------------------- | ------ |
| Album Úc (ARIA)              | 68     |
| Album Bỉ (Ultratop Flanders) | 74     |
| Album Bỉ (Ultratop Wallonia) | 158    |
| Album Đan Mạch (Hitlisten)   | 84     |
| Album Hà Lan (Album Top 100) | 80     |
| Album Pháp (SNEP)            | 187    |
| Album Ireland (IRMA)         | 40     |
| Album New Zealand (RMNZ)     | 43     |
| Album Anh Quốc (OCC)         | 74     |
| Hoa Kỳ Billboard 200         | 57     |

| Bảng xếp hạng (2021)           | Vị trí |
| ------------------------------ | ------ |
| Album Bỉ (Ultratop Flanders)   | 151    |
| Album Ba Lan (ZPAV)            | 31     |
| Album Tây Ban Nha (PROMUSICAE) | 99     |
| Hoa Kỳ Billboard 200           | 92     |

| Bảng xếp hạng (2010–2019) | Vị trí |
| ------------------------- | ------ |
| Hoa Kỳ Billboard 200      | 68     |

## Chứng nhận
| Quốc gia                                                                                             | Chứng nhận  | Số đơn vị/doanh số chứng nhận |
| --- | ----------- | ----------------------------- |
| Úc (ARIA)                                                                                            | Bạch kim    | 70.000‡                       |
| Áo (IFPI Áo)                                                                                         | Vàng        | 7.500‡                        |
| Bỉ (BEA)                                                                                             | Vàng        | 10.000‡                       |
| Brasil (Pro-Música Brasil)                                                                           | Kim cương   | 160.000‡                      |
| Canada (Music Canada)                                                                                | 3× Bạch kim | 240.000‡                      |
| Đan Mạch (IFPI Đan Mạch)                                                                             | Bạch kim    | 20.000‡                       |
| Pháp (SNEP)                                                                                          | Bạch kim    | 100.000‡                      |
| Ý (FIMI)                                                                                             | Vàng        | 25.000‡                       |
| México (AMPROFON)                                                                                    | Bạch kim    | 60.000‡                       |
| New Zealand (RMNZ)                                                                                   | 2× Bạch kim | 30.000‡                       |
| Na Uy (IFPI)                                                                                         | 4× Bạch kim | 80.000*                       |
| Ba Lan (ZPAV)                                                                                        | Bạch kim    | 20.000‡                       |
| Singapore (RIAS)                                                                                     | Bạch kim    | 10.000*                       |
| Tây Ban Nha (PROMUSICAE)                                                                             | Vàng        | 20.000‡                       |
| Thụy Điển (GLF)                                                                                      | Bạch kim    | 30.000‡                       |
| Thụy Sĩ (IFPI)                                                                                       | 4× Bạch kim | 80.000‡                       |
| Anh Quốc (BPI)                                                                                       | Bạch kim    | 300.000‡                      |
| Hoa Kỳ (RIAA)                                                                                        | 2× Bạch kim | 302,000                       |
| * Chứng nhận dựa theo doanh số tiêu thụ. ‡ Chứng nhận dựa theo doanh số tiêu thụ và phát trực tuyến. |             |                               |

## Lịch sử phát hành
| Khu vực | Ngày                | Phiên bản  | Định dạng                             | Hãng đĩa  | Nguồn           |
| ------- | ------------------- | ---------- | ------------------------------------- | --------- | --------------- |
| Nhiều   | 8 tháng 2 năm 2019  | Tiêu chuẩn | CD Tải kĩ thuật số streaming cassette | Republic  | [ 104 ] [ 105 ] |
| Nhiều   | 10 tháng 5 năm 2019 | Tiêu chuẩn | LP                                    | Republic  | [ 106 ]         |
| Nhật    | 26 tháng 6 năm 2019 | Sang trọng | CD DVD                                | Universal | [ 7 ]           |